# حزب خلق مغولستان
حزب خلق مغولستان (به مغولی: Монгол Ардын Нам) یک حزب سیاسی سوسیال دموکرات در مغولستان است. این حزب به‌عنوان یک حزب کمونیست در سال ۱۹۲۰ توسط انقلابیون مغولستان تأسیس شد و یکی از قدیمی‌ترین احزاب سیاسی در مغولستان است. این حزب نقش مهمی در انقلاب ۱۹۲۱ مغولستان ایفا کرد که از انقلاب اکتبر بلشویک‌ها الهام گرفته‌بود. پس از استقلال، این حزب مغولستان را به‌عنوان یک دولت سوسیالیستی تک‌حزبی اداره کرد. همچنین این حزب نام خود را به حزب انقلابی خلق مغولستان تغییر داد و در سال ۱۹۲۴ به انترناسیونال کمونیست پیوست.
حزب انقلابی خلق مغولستان بر اساس سانترالیسم دموکراتیک سازماندهی شد، اصلی که توسط ولادیمیر لنین تصور شد و مستلزم بحثی دموکراتیک و آزاد در مورد سیاست به شرط وحدت در حمایت از سیاست‌های مورد توافق بود. بالاترین ارگان حزب کنگره حزب بود که هر پنج سال تشکیل می‌شد. زمانی که کنگره حزب تشکیل نمی‌شد، کمیته مرکزی بالاترین ارگان بود، اما از آنجایی که آنها معمولاً فقط یک بار در سال تشکیل جلسه می‌دادند، اکثر وظایف و مسئولیت‌ها به پلیتبورو و کمیته دائمی آن واگذار می‌شد. رهبر حزب به‌عنوان دبیرکل، رئیس، دبیر و دبیر اول شناخته می‌شده‌است. این حزب قبلاً از مارکسیسم-لنینیسم پیروی می‌کرد، ترکیبی از ایده‌های کارل مارکس و لنین که توسط ژوزف استالین در سال ۱۹۲۹ معرفی شد و بر اساس آن صنایع مغولستان ملی شد و یک اقتصاد برنامه‌ریزی شده به اجرا درآمد.
پس از انقلاب مغولستان در سال ۱۹۹۰، سایر احزاب سیاسی در مغولستان قانونی شدند و کشور به یک دموکراسی چند حزبی تبدیل شد. حزب متعاقباً مارکسیسم-لنینیسم را به نفع سوسیالیسم دموکراتیک کنار گذاشت. در سال ۲۰۱۰، اعضای حزب به پذیرش سوسیال دموکراسی به‌عنوان ایدئولوژی حزب و بازگرداندن نام اصلی حزب رأی دادند و کلمه «انقلابی» را کنار گذاشتند. این امر باعث شد که جناح اقلیت از هم جدا شود و حزب جدیدی تشکیل دهد تا نام دیرینه خود را حفظ کند. این دو حزب در سال ۲۰۲۱ دوباره متحد و در هم ادغام شدند.
این حزب پس از انقلاب ۱۹۹۰ به‌عنوان حزب حاکم مغولستان باقی ماند تا اینکه در انتخابات ۱۹۹۶ شکست خورد. همچنین این حزب از سال ۲۰۰۴ تا ۲۰۰۸، بخشی از یک دولت ائتلافی با حزب دموکرات و حزب میهن بود. از سال ۲۰۰۸تا ۲۰۱۲، این حزب در ائتلاف دیگری با حزب دموکرات شرکت کرد. گفتی است این حزب اکثریت مجلس قانونگذاری مغولستان را داشت. پس از انتخابات ۲۰۱۲، این حزب به حزب مخالف پارلمان تبدیل شد. این حزب پس از انتخابات ۲۰۱۶ به قدرت بازگشت و در انتخابات ۲۰۲۰ اکثریت خود را در مجلس حفظ کرد.

## تاریخ

### پیشینه
در سال ۱۹۹۱، مغولستان بیرونی استقلال خود را از سلسلهٔ چینگ پس از دو قرن حکومت چینگ اعلام کرد. با این حال، استقلال بوگد خانات دوام نیاورد زیرا توسط دو همسایه خود روسیه و چین به رسمیت شناخته‌نشد و منطقه‌ای خودمختار تحت حاکمیت چین در نظر گرفته‌شد. در سال ۱۹۱۹، مغولستان توسط دولت بئی یانگ و توسط نیروهای جنبش سفید در سال ۱۹۲۱ مورد حمله قرار گرفت.

### انقلاب ۱۹۲۱
در طول اشغال دو گروه به نام‌های کنسولین دنج و خوری شرقی به‌عنوان جنبش‌های مقاومت تشکیل شدند. در ۲۵ ژوئن ۱۹۲۰ این گروه‌ها با عنوان حزب خلق مغولستان متحد شدند و تصمیم گرفتند هفت نماینده را به اتحاد جماهیر شوروی بفرستند که در ماه اوت با نمایندگان شوروی در ایرکوتسک ملاقات کردند. در ۱ مارس ۱۹۲۱، این حزب در کیاختا که دعوی بودن اولین حزب سیاسی مغولستان است را دارد، تشکیل شد و یک دولت موقت تشکیل داد.
در ۱۸ مارس، ارتش خلق مغولستان به فرماندهی دامدین سوخباتور نیروهای چینی را شکست داد و کیاختا را تصرف کرد. در ماه مه، رومان فون اونگرن-اشترنبرگ، نیروهای خود را از ایخ خوری (اولان‌باتور) به شمال آورد و توسط نیروهای مشترک ارتش خلق مغولستان و ارتش سرخ شکست خورد. در ۲۵ ژوئن ۱۹۲۱، حزب خلق مغولستان بیانیه‌ای را در مورد تصمیم خود برای آزادسازی پایتخت به زور به همهٔ مغول‌ها صادر کرد. این نیروها در ۶ ژوئیه وارد پایتخت شدند و در ۱۱ ژوئیه اعلام استقلال کردند. به دنبال توصیه انترناسیونال کمونیست، این حزب در سال ۱۹۲۴ نام خود را به حزب انقلابی خلق مغولستان تغییر داد.

### قیام مسلحانه و تصفیه
در سال ۱۹۲۸، سیاست مغولستان به شدت به‌سمت چپ چرخید و شروع به پایبندی به ایدئولوژی کمونیستی کرد. گله‌های دام به اجبار جمع‌آوری شدند، تجارت و حمل و نقل خصوصی ممنوع شد و صومعه‌ها و اشراف مورد حمله قرار گرفتند. با ناتوانی تجارت و حمل و نقل دولتی، اقتصاد مغولستان از هم پاشید. همچنین بیش از هفت میلیون رأس دام تلف شد که منجر به ناآرامی‌های گسترده در سال ۱۹۳۲ شد. گفتی است که قیام در اکتبر پس از درگیری ارتش‌ها، تانک‌ها و هواپیماهای مغولستان و شوروی سرکوب شد.
اولین موج پاکسازی‌ها با ماجرای لخومبه در سال ۱۹۳۳ آغاز شد، توطئه‌ای ساخته‌شده که جامبین لخومبه، دبیر حزب را با شبکه‌های جاسوسی ژاپن مرتبط می‌کرد. همچنین در این پاکسازی‌ها بیش از ۱۵۰۰ نفر تصفیه شدند که بسیاری از آنها اعدام گشتند. قربانیان شامل نخست‌وزیر پلژیدین جندن بود که مشتاق آزادسازی اقتصاد بود. در سال ۱۹۳۶، جندن از قدرت برکنار شد و در اتحاد جماهیر شوروی اعدام شد و خرلوگین چویبالسان، متحد سرسخت ژوزف استالین، به قدرت رسید.
بین سال‌های ۱۹۳۷ و ۱۹۳۹، موج دوم پاکسازی‌ها آغاز شد که ۲۵٬۴۳۷نفر رسماً دستگیر و ۲۰٬۰۹۹ نفر اعدام شدند. تعداد واقعی قربانیان بیش از ۳۵٬۰۰۰ تا ۱۰۰٬۰۰۰ تخمین زده شده‌است. در این پاکسازی‌ها بیش از ۱۸٬۰۰۰ نفر لاما بودند که منجر به نابودی مجازی روحانیون بودایی شد. همچنین بین سال‌های ۱۹۴۰ و ۱۹۵۵، کسانی که در پاکسازی‌های قبلی همدست بودند، خودشان پاکسازی شدند.

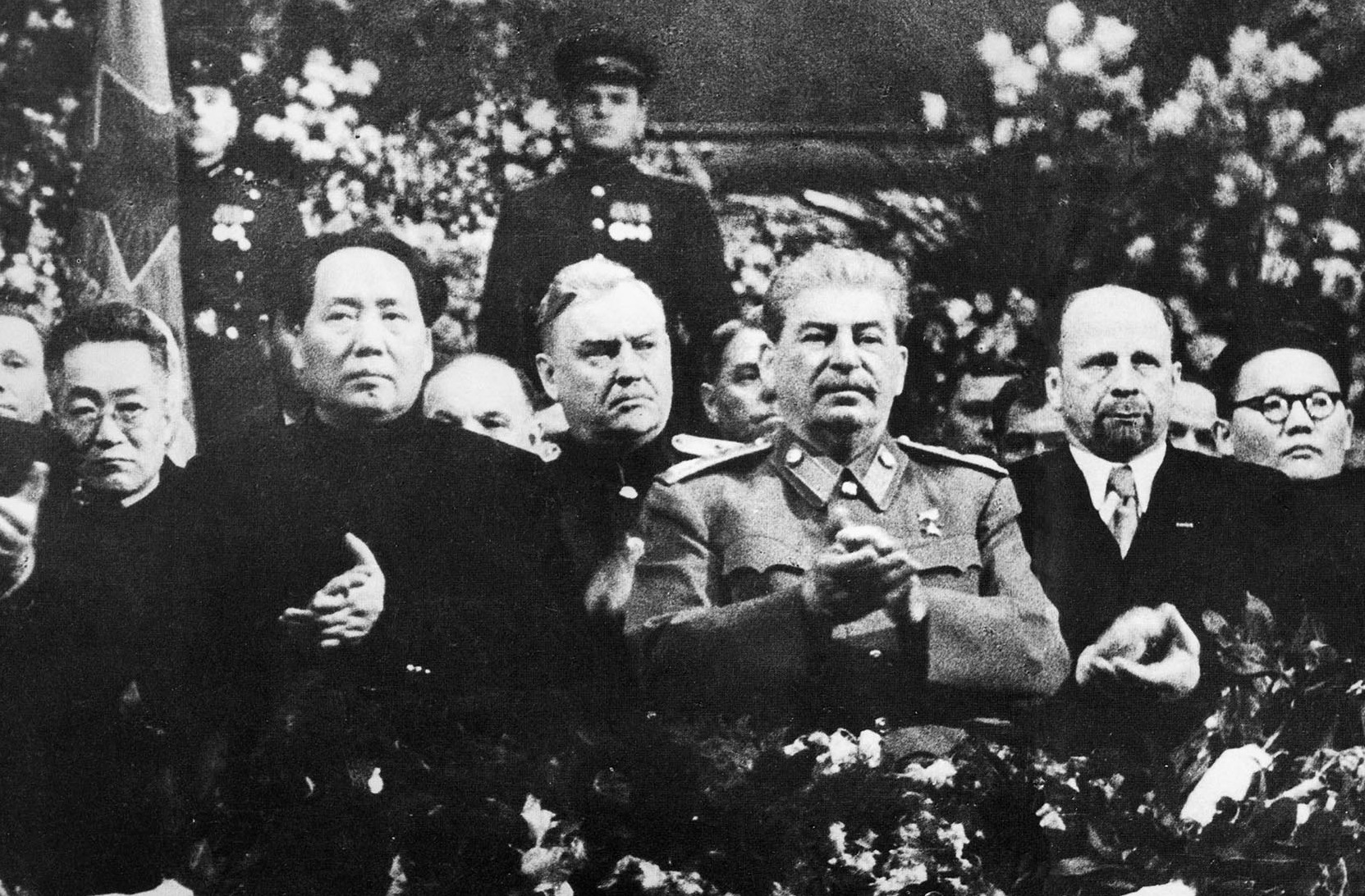
رهبران کمونیست در سال ۱۹۴۹؛ مائو زدونگ، نیکلای بولگانین، ژوزف استالین، والتر اولبریخت، یومجاگین تسدنبال

تحت حکومت چویبالسان، بهبود زیرساخت‌ها، جاده‌ها و ارتباطات مغولستان با کمک شوروی انجام شد و همچنین اقداماتی برای بهبود نرخ باسوادی در این کشور انجام شد. یازدهمین کنگره حزب در دسامبر ۱۹۴۷ برگزار شد و اولین برنامهٔ پنج ساله مغولستان برای تشدید توسعه اقتصاد، صنعت، دامپروری و کشاورزی در مراحل مختلف تصویب شد.
در سال ۱۹۵۲، خرلوگین چویبالسان درگذشت و یومجاگین تسدنبال به قدرت رسید. تسدنبال رقبای سیاسی خود را پاکسازی کرد؛ از جمله آنها داشیین دامبا در سال‌های ۱۹۵۸–۱۹۵۹، دارامین تومور-اوچیر در سال ۱۹۶۲، لوسانسرنگین تسند در سال ۱۹۶۳ و گروه ضد حزب لوخوز-نیامبو-سورماج در دسامبر ۱۹۶۴ پاکسازی شدند. سیاست خارجی او با تلاش برای نزدیک کردن مغولستان به همکاری نزدیکتر با اتحاد جماهیر شوروی و تلاش برای الحاق این کشور به اتحاد جماهیر شوروی مشخص شد. تلاش تسدنبال برای تبدیل مغولستان به جمهوری شانزدهم اتحاد جماهیر شوروی با مخالفت شدید سایر سیاستمداران روبرو شد و او به خیانت متهم شد. در خلال انشعاب چین و شوروی، تسدنبال با اتحاد جماهیر شوروی طرف شد و خشم چین را برانگیخت. همچنین از او به خاطر حفظ مسیر سوسیالیسم اعتدالی در طول جنگ سرد یاد می‌شود.

### انقلاب دموکراتیک ۱۹۹۰
در اوت ۱۹۸۴، یومجاگین تسدنبال در اقدامی که توسط شوروی حمایت می‌شد، ظاهراً به دلیل سن و وضعیت روحی مجبور به بازنشستگی شد و جامبین باتمونخ در آن ماه به‌عنوان رهبر ملی و رئیس حزب قدرت را به‌دست گرفت.
اولین تظاهرات علنی طرفدار دموکراسی در مقابل مرکز فرهنگی جوانان در اولان‌باتور در ۱۰ دسامبر ۱۹۸۹ برگزار شد. طی چند ماه بعد، سازمان‌دهندگان تظاهرات مغولستان اردچیلسان خلبو (اتحادیه دموکراتیک مغولستان) را تأسیس کردند و به سازماندهی تظاهرات، تجمعات، اعتراضات و اعتصابات ادامه دادند. همچنین به معلمان و کارگران برای دریافت حمایت بیشتر از مردم در سراسر کشور در پایتخت و روستاها فراخوان دموکراسی دادند.
در ۷ مارس ۱۹۹۰ در میدان سوخباتور، اتحادیه دموکراتیک مغولستان با آغاز اعتصاب غذا از کمونیست‌ها خواست استعفا دهند. دفتر سیاسی حزب اعتبار دولتی در نهایت تسلیم فشار شد و مذاکره با رهبران طرفدار دموکراسی را آغاز کرد. جامبین باتمونخ، رئیس دفتر سیاسی حزب، تصمیم به انحلال آن گرفت و در ۹ مارس ۱۹۹۰ استعفا داد. این امر راه را برای اولین انتخابات چند حزبی مغولستان هموار کرد.
در پشت صحنه، حزب سرکوب معترضان را در نظر گرفت و فرمانی را تنظیم کرد که به امضای رهبر حزب باتمونخ برسد. باتمونخ با آن مخالفت کرد و سیاست خود مبنی بر عدم استفاده از زور را حفظ کرد. به‌گفته حاضران، باتمونخ گفت: «من هرگز این را امضا نمی‌کنم. ما مغول‌های اندک هنوز به این نقطه نرسیده‌ایم که دماغ همدیگر را خون کنیم»، بر میز کوبید و از اتاق بیرون رفت.
در انتخابات ۱۹۹۰، احزاب برای کسب ۴۳۰ کرسی در خورال کبیر رقابت کردند اما احزاب مخالف نتوانستند نامزدهای کافی را معرفی کنند. حزب انقلابی خلق مغولستان ۳۵۷ کرسی در خورال کبیر و ۳۱ کرسی از ۵۳ کرسی در خورال صغیر (که بعدها لغو شد) به‌دست‌آورد. دولت جدید حزب انقلابی خلق مغولستان تحت رهبری داشین بیامباسورن قدرت را با دموکرات‌ها به اشتراک گذاشت؛ اصلاحات قانون اساسی و اقتصادی را اجرا کرد و قانون اساسی جدیدی را در سال ۱۹۹۲ تصویب کرد. با فروپاشی اتحاد جماهیر شوروی (که تا سال ۱۹۹۰ کمک‌های اقتصادی قابل توجهی به مغولستان ارائه کرده بود)، این کشور مشکلات اقتصادی دشواری را تجربه کرد. در انتخابات ریاست‌جمهوری ۱۹۹۳ مغولستان، حزب انقلابی خلق مغولستان برای اولین بار در تاریخ خود شکست خورد و پونسالماگین اوچیربات، نامزد مورد حمایت احزاب دموکراتیک، دو سوم آرا را به دست آورد.
ائتلاف اتحاد دموکراتیک به رهبری تساخیاگین البگدورج به‌عنوان رئیس حزب دموکرات، برای اولین بار در انتخابات پارلمانی ۱۹۹۶ پیروز شد. در سالهای ۲۰۰۰، ۲۰۰۴ و ۲۰۰۸، حزب انقلابی خلق مغولستان در انتخابات پارلمانی پیروز شد و حزب حاکم بود. این حزب از سال ۲۰۰۴ تا ۲۰۰۸ و ۲۰۰۸ تا ۲۰۱۲ دو دولت ائتلافی با حزب دموکرات تشکیل داد و در سال ۲۰۰۳، به انترناسیونال سوسیالیست پیوست.
انتخابات پارلمانی ۲۰۰۸ به‌ویژه بحث‌برانگیز بود و حزب انقلابی خلق مغولستان به تقلب در آرا متهم شد. اعتراضات علیه نتایج در ۱ ژوئیه به‌خشونت تبدیل شد و شورشی در مقر حزب رخ داد و مقر در آتش سوخت و ویران شد. پس از شورش‌ها، برای اولین بار در تاریخ مغولستان، یک وضعیت اضطراری پنج روزه توسط رئیس‌جمهور نامبارین انخبایار اعلام شد. پنج غیرنظامی در طول شرایط اضطراری جان خود را از دست دادند؛ چهار نفر مورد اصابت گلوله قرار گرفتند و پنجمین نفر بر اثر مسمومیت با مونوکسید کربن درگذشت. وزیر دادگستری مغولستان تخمین زد که ۲۲۰ غیرنظامی و ۱۰۸ نظامی زخمی شده‌اند. با متشنج‌شدن اوضاع، حزب تصمیم گرفت حزب دموکرات را در دولت بپذیرد و ائتلافی تشکیل داد. حزب مقر خود را ویران کرد و کاخ استقلال خود را با یارانه‌های دولتی و کمک‌های مالی اعضای حزبی ساخت. این ساختمان در ۲۶ نوامبر ۲۰۱۱ به‌طور کامل به بهره‌برداری رسید.
در انتخابات ریاست‌جمهوری ۲۰۰۹ مغولستان، نامزد حزب دموکرات، تساخیاگین البگدورج، نامبارین انخبایار، نامزد حزب انقلابی خلق مغولستان و رئیس‌جمهور وقت را شکست داد. همچنین در ژانویه ۲۰۱۲، حزب دموکرات تصمیم گرفت تا قبل از انتخابات پارلمانی ژوئن از دولت ائتلافی خارج شود. در انتخابات پارلمانی ۲۰۱۲، حزب دموکرات، حزب خلق مغولستان را شکست داد. حزب خلق مغولستان با ۲۶ کرسی در پارلمان به اپوزیسیون تبدیل شد. در انتخابات محلی ۲۰۱۲ در اولان‌باتور، استان‌ها و مناطق، حزب خلق مغولستان برای اولین‌بار در تاریخ مغولستان شکست خورد. در انتخابات ریاست‌جمهوری ۲۰۱۳ مغولستان، نامزد حزب دموکرات و رئیس‌جمهور وقت تساخیاگین البگدورج دوباره نامزد حزب خلق مغولستان را شکست داد.
حزب خلق مغولستان در سال ۲۰۱۶ به قدرت بازگشت و ۸۵ درصد اکثریت کرسی‌های پارلمان را به‌دست‌آورد. نخست‌وزیر چیمیدیان سیخانبیلگ و رئیس مجلس زنداخوگین انخول شکست خوردند، و جرگلتولگین اردنبات از حزب خلق مغولستان به‌جانشینی چیمیدیان سیخانبیلگ انتخاب شد.

### اعاده نام
بازگرداندن نام حزب به حزب خلق مغولستان از سال ۱۹۹۰ در هستهٔ اصلی بحث‌ها میان اعضای حزب و در کنگره‌های حزب قرار داشت. در سال ۲۰۱۰، این موضوع به‌طور گسترده در تمام سطوح حزب مورد بحث قرار گرفت و در نتیجه ۸۱٫۳ درصد از اعضا از بازسازی حمایت کردند و ۱۰٫۷ درصد از اعضا می‌خواهند این موضوع را در بیست و ششمین کنگرهٔ حزب بررسی کنند. تصمیم برای بازگرداندن نام اصلی حزب با ۹۹٫۳ درصد از نمایندگان بیست و ششمین کنگره حزب تصویب شد. همچنین در کنگره ایدئولوژی سیاسی حزب از سوسیالیسم دموکراتیک به سوسیال دموکراسی متمرکز شد.
پس از اینکه حزب انقلابی خلق مغولستان نام اصلی خود را بازسازی کرد، رئیس‌جمهور سابق مغولستان و رئیس حزب انقلابی خلق مغولستان نامبارین انخبایار یک حزب سیاسی جدید را در سال ۲۰۱۰ تأسیس کرد. انخبایار در ۲۴ ژوئن ۲۰۱۱ مجوز استفاده از نام حزب انقلابی خلق مغولستان را برای حزب جدید خود از دادگاه عالی مغولستان دریافت کرد.

### پیروزی در انتخابات ۲۰۲۰ و عواقب بعد
حزب خلق مغولستان در انتخابات پارلمانی ۲۰۲۰ به‌پیروزی قاطع دست‌یافت. برنامهٔ انتخاباتی این حزب دارای شش فصل بود و به درآمد جمعیت، سیاست اقتصادی، حکومت، سیاست توسعه سبز، توسعه شهر اولان‌باتور و سیاست توسعه منطقه‌ای می‌پردازد. در نتیجهٔ انتخابات این اولین‌بار بود که یک حزب در انتخابات متوالی اکثریت مطلق را حفظ می‌کند. پیش از این، حزب خلق مغولستان و حزب دموکرات به نوبت اکثریت را در خورال کبیر مغولستان به‌دست آورده بودند یا مجبور به تشکیل دولت‌های ائتلافی شدند.
در ژوئن ۲۰۲۱، نخست‌وزیر سابق اوخناگین خورلسوخ از حزب خلق مغولستان، پس از پیروزی در انتخابات ریاست‌جمهوری، ششمین رئیس‌جمهور منتخب کشور به‌صورت دموکراتیک شد و قدرت این حزب را در دولت مغولستان تثبیت کرد.

## رهبران
- سولین دنزان (۱۹۱۲)
- آجاگین دنزان (۱۹۲۲–۱۹۲۴)
- تسرن-اوچیرین دامبادورج (۱۹۲۴–۱۹۲۸)
- بات-اوچیرین الدف-اوچیر (۱۹۲۸–۱۹۳۰)
- پلژیدین جندن (۱۹۲۸–۱۹۳۲)
- دورجاوین لوسانشارو (۱۹۳۲–۱۹۳۷)
- بانزجاوین باسانجو (۱۹۳۶–۱۹۴۰)
- یومجاگین تسدنبال (۱۹۴۰–۱۹۵۴، ۱۹۵۸–۱۹۸۴)
- داشین دامبا (فوریه-آوریل ۱۹۴۰، ۱۹۵۴–۱۹۵۸)
- جامبین باتمونخ (۱۹۸۵–۱۹۹۰)
- گمبوجاوین اوچیربات (۱۹۹۰–۱۹۹۱)
- بودراگچاگین داش-یوندون (۱۹۹۱–۱۹۹۶)
- ناتساگین باگاباندی (فوریه-ژوئن ۱۹۹۷)
- نامبارین انخبایار (۱۹۹۷–۲۰۰۵)
- میگوبین انخبول (۲۰۰۵–۲۰۰۷)
- سانجاگین بایار (۲۰۰۷–۲۰۰۹)
- سوخباتورین باتبولد (۲۰۱۰–۲۰۱۲)
- اولزیساخانی انختوشین (۲۰۱۲–۲۰۱۳)
- میگوبین انخبول (۲۰۱۳–۲۰۰۱۷)
- اوخناگین خورلسوخ (۲۰۱۷–۲۰۲۱)
- لاوسنمسرین اویون-اردین (۲۰۲۱-اکنون)